# فرانسوا سورو
فرانسوا سورو (فرانسوی: François Sureau‎) زادهٔ ۱۹۵۷) یک تکنوکرات، وکیل و رمان‌نویس اهل فرانسه است.
وی همچنین برنده جوایزی همچون جایزه بزرگ رمان فرهنگستان فرانسه (۱۹۹۱) شده است.